# 금융 거래
금융 거래(financial transaction)는 유가증권(주식, 채권, 통화, 파생상품 및 기타 가치가 있는 금융상품), 자산 또는 서비스를 제공받고 현금을 결제하는 거래 즉, 현금을 주고 받는 거래이다.

## 주식 거래
주식 거래는 주식을 거래하는 것으로 증권거래소에서 이루어진다.

### 물타기
물타기는 시세가 오를 때 파는 수를 점진적으로 증가시키고 시세가 내릴 때 사는 수를 점진적으로 증가시키는 주식 거래 방법이다.

## 같이 보기
- 전자거래 플랫폼
- 주식 중개인
- 증권거래소
- 주식 시장